# Samarka
Samarka (en rus: Самарка) és un poble del krai de l'Altai, a Rússia, que el 2016 tenia 590 habitants. Pertany al districte de Lóktevski.